# Claudio Bieler
Claudio Daniel Bieler (ur. 1 marca 1984 w Verze w prowincji Santa Fe) – argentyński piłkarz występujący na pozycji napastnika. Posiada także obywatelstwo ekwadorskie.
W 2005 roku Bieler zadebiutował w pierwszej lidze argentyńskiej (Primera División), w klubie CA Colón. W następnym roku wypożyczony został do drugoligowego klubu Atlético Rafaela, gdzie został liderem strzelców z 16 bramkami na swym koncie. Swoją grą zwrócił na siebie uwagę argentyńskiego trenera chilijskiego klubu CSD Colo-Colo, dawniej piłkarza i mistrza świata z 1986 roku, Claudio Borghiego. Bieler podpisał kontrakt z klubem CSD Colo-Colo i w 2007 zdobył mistrzostwo Chile w turnieju Clausura. Wkrótce przeniósł się do klubu LDU Quito, który w tym samym roku wywalczył mistrzostwo Ekwadoru.
Był jedną z głównych postaci zespołu, który stał się autorem wielkiej sensacji, sięgając po Copa Libertadores 2008. W finałowym dwumeczu z Fluminense FC w Quito na Estadio Casa Blanca Bieler zdobył dla swojej drużyny prowadzenie, będąc do końca meczu wyróżniającą się postacią zespołu, który pokonał faworyzowanych Brazylijczyków 4:2. W rewanżu na Estádio do Maracanã Bieler zdobył dla LDU Quito bramkę w dogrywce. Bramka ta jednak nie została uznana przez sędziego, który popełnił błąd, uznając, że Bieler był na pozycji spalonej. Doprowadziło to do rzutów karnych, wygranych przez rewelację z Ekwadoru 3:1. Następnie grał w Sporting Kansas City i Quilmes. W 2016 przeszedł do Belgrano.

## Osiągnięcia
| Sezon         | Klub          | Tytuł             |
| ------------- | ------------- | ----------------- |
| 2007 Clausura | CSD Colo-Colo | MIstrz Chile      |
| 2008          | LDU Quito     | Copa Libertadores |